# Široké sedlo
Široké sedlo je výrazné travnaté sedlo v hlavním hřebeni Belianských Tater v nadmořské výšce 1825 m. Představuje jediné sedlo Belianských Tater, kterým vede značený turistický chodník, křižující hlavní hřeben.

## Poloha a charakteristika
Nachází se mezi Ždiarskou vidlou (2141,6) a Hlúpým, v závěru Monkové doliny.

## Turistika
Přes sedlo prochází červeně značený turistický chodník ze Ždiaru do Kopského sedla. Je to jediný značený chodník na území chráněných a celoročně nepřístupných Belianských Tater.

## Přístup
- Po  značce ze Ždiaru
- Po  značce z Kopského sedla